# 下島站 (松本市)
下島站（日语：／ Shimojima eki */?）是位於長野縣松本市波田下島，Alpico交通的上高地線車站。車站編號為AK-11。

## 歷史
- 1922年（大正11年）
  - 5月10日 - 筑摩鐵道車站啟用[1]。
  - 10月31日 - 公司名稱改為筑摩電氣鐵道。
- 1932年（昭和7年）12月2日 - 公司名稱改為松本電氣鐵道。
- 2011年（平成23年）4月1日 - 公司名稱改為Alpico交通。

## 車站構造
車站是一座地面車站，設有1面1線單式月台。此站是無人車站。此站沒有車站大樓，月台上設有上蓋有候車室。月台南邊是是路軌，北邊為國道。

## 使用狀況
根據「松本市統計書」，以下為1日平均乘車人次列表：
| 乘車人次變化 | 乘車人次變化 |
| 年度         | 1日平均人次  |
| ------------ | ------------ |
| 2009         | 186          |
| 2010         | 178          |
| 2011         | 175          |
| 2012         | 175          |
| 2013         | 192          |
| 2014         | 173          |
| 2015         | 208          |
| 2016         | 211          |
| 2017         | 192          |

## 車站周邊
車站附近為住宅和農地。車站北邊越過國道後設有便利店。月台南邊可看見樹林。在樹林前方設有長野縣信濃學園。車站東邊400米處設有桃團地。
- 下島簡易郵局
- 長野縣梓川高等學校（日语：長野県梓川高等学校）[1]
- 長野縣信濃學園（日语：長野県信濃学園）[1]
- 長野縣波田學院（日语：長野県波田学院）[1]
- 松本警署（日语：松本警察署）波田交番
- 國道158號

## 相鄰車站
Alpico交通
上高地線
森口（AK-10）－下島（AK-11）－波田（AK-12）

## 注腳
1. 1 2 3 4 5 6 7 8 9  信濃毎日新聞社出版部. . 信濃毎日新聞社. 2011-07-24: 316. ISBN 9784784071647 （日语）.